# 3. Flotte (Japanisches Kaiserreich)
Die 3. Flotte des Japanischen Kaiserreichs (japanisch 第三艦隊, Dai-san Kantai) war eine Flotte der Kaiserlich Japanischen Marine. Sie wurde am 28. Dezember 1903 in der Meiji-Zeit kurz vor dem Russisch-Japanischen Krieg gegründet. Das Kaiserliche Hauptquartier benötigte die Flotte zunächst als Sammeleinheit zur Verwaltung von Kriegsschiffen, die als veraltet für den Frontkampfeinsatz angesehen wurden.
Die 3. Flotte wurde bis zu ihrer endgültigen Auflösung Ende 1944 insgesamt sechs Mal aufgelöst und fünf Mal wieder aufgestellt.

## 3. Flotte 1903 bis 1915
Nach der Gründung Ende des Jahres 1903 unterstand die 3. Flotte der direkten Kontrolle des Kaiserlichen Hauptquartiers. Ihre Hauptaufgabe bestand aus Patrouillenfahrten zur Sicherung der japanischen Häfen.
Ab März 1904 wurde sie in die Kombinierte Flotte eingegliedert. Im Russisch-Japanischen Krieg spielte sie nur eine untergeordnete Rolle. Sie diente zur Aufklärung während der Seeschlacht bei Tsushima und unterstützte bei der Besetzung Sachalins. Im Dezember 1905 wurde die 3. Flotte wieder aufgelöst.
| 5. Geschwader      | 5. Geschwader | 5. Geschwader | 5. Geschwader |
| ------------------ | ------------- | ------------- | ------------- |
| Schlachtschiff     | Chin’en       | Chin’en       | Chin’en       |
| Geschützte Kreuzer | Itsukushima   | Hashidate     | Matsushima    |

| 6. Geschwader      | 6. Geschwader | 6. Geschwader | 6. Geschwader | 6. Geschwader |
| ------------------ | ------------- | ------------- | ------------- | ------------- |
| Geschützte Kreuzer | Akitsusu      | Chiyoda       | Izumi         | Suma          |

| 7. Geschwader                                                   | 7. Geschwader | 7. Geschwader | 7. Geschwader | 7. Geschwader |
| --------------------------------------------------------------- | ------------- | ------------- | ------------- | ------------- |
| Panzerschiff                                                    | Fusō          | Fusō          | Fusō          | Fusō          |
| Panzerkreuzer                                                   | Heien         | Heien         | Heien         | Heien         |
| Geschützte Kreuzer                                              | Jiyuan        | Jiyuan        | Jiyuan        | Jiyuan        |
| Schaluppe                                                       | Kaimon        | Kaimon        | Kaimon        | Kaimon        |
| Kanonenboot                                                     | Tsukushi      | Banjō         | Uji           | Atago         |
| Div. kleinere Einheiten, u. a. der Torpedoboot-Tender Toyohashi |               |               |               |               |

Am 24. Dezember 1908 wurde die Nansei-Flotte, auch Südliche Qing Flotte genannt, die seinerzeit zum Schutz japanischer Staatsangehöriger auf chinesischem Gebiet gegründet worden war, in 3. Flotte umbenannt. Sie wurde am 25. Dezember 1915 wieder aufgelöst.

## 3. Flotte im Ersten Weltkrieg
Während des Ersten Weltkriegs fungierte die 3. Flotte nach der Auflösung der Südchinesischen Flotte zunächst als Ausbildungstruppe unter den Bedingungen des Allianzabkommens mit Großbritannien. Erst als die Russische Revolution 1917 begann, wurden die Aufgaben der 3. Flotte in Patrouillen an der russischen Meeresküste geändert. Am 1. Dezember 1922 wurde sie aufgelöst und viele ihrer Schiffe wurden fast unmittelbar gemäß den Bestimmungen des Washingtoner Flottenabkommens verschrottet.

## 3. Flotte im Zweiten Japanisch-Chinesischen Krieg
Am 2. Februar 1932 wurde die 3. Flotte nach dem Beginn der Schlacht um Shanghai neu aufgestellt.
| Direkt unterstellt                                      | Untergeordnete Einheiten                                     | Untergeordnete Einheiten | Untergeordnete Einheiten |
| Izumo Ōi, Tatsuta Muroto, Noshima Notoro, Naruto Mamiya | 1. Trägerdivision 3. Zerstörerdivision 36. Zerstörerdivision | 1. Expeditionsflotte     | 2. Expeditionsflotte     |

Ab dem 20. Oktober 1937 wurde die 3. Flotte der China-Regionalflotte untergeordnet. Ihr gehörte jetzt auch die Shanghai-Speziallandungstruppe an. Am 15. November 1939 fand wiederum die Auflösung der 3. Flotte statt.

## 3. Flotte im Pazifikkrieg

### Aufstellung im Juni/Juli 1940
Für die vorgesehene Operation zur Besetzung Französisch-Indochinas (Operation FU) wurde die 3. Flotte im Juni/Juli 1940 aus Einheiten der 2. Flotte und der 2. Chinesischen Expeditionsflotte zusammengesetzt.

### Aufstellung am 7. Dezember 1941
In einer anderen Zusammensetzung wurde die 3. Flotte im Januar und im April 1941 aufgestellt. Sie bekam aber erst im Juli 1941 ihre endgültige Form. Ihre Hauptaufgabe sollte die Durchführung und Unterstützung von Landungsunternehmen sein. Hier im Besonderen bei der Invasion der Philippinen. Dafür erhielt sie die zusätzliche Bezeichnung Südliche Expeditionsflotte.
| Kreuzerdivision 16 Vizeadmiral Takahashi Ibō | Kreuzerdivision 16 Vizeadmiral Takahashi Ibō | Minenlegerdivision 17 Konteradmiral Kobayashi Tetsuri | Minenlegerdivision 17 Konteradmiral Kobayashi Tetsuri | Seeflugzeugträgerdivision 12 Konteradmiral Imamura Osamu |
| Ashigara (Flaggschiff) Nagara Kuma           | Ashigara (Flaggschiff) Nagara Kuma           | Itsukushima Yaeyama Tatsuharu Maru                    | Itsukushima Yaeyama Tatsuharu Maru                    | Kamikawa Maru Sanyo Maru Sanuki Maru                     |

| Zerstörergeschwader 5 Konteradmiral Hara Kenzaburo | Zerstörergeschwader 5 Konteradmiral Hara Kenzaburo | U-Bootgeschwader 6 Konteradmiral Kawano Chimaki | U-Bootgeschwader 6 Konteradmiral Kawano Chimaki |
| Natori                                             | Natori                                             | Chōgei                                          | Chōgei                                          |
| Zerstörerdivision 5                                | Zerstörerdivision 22                               | U-Bootdivision 9                                | U-Bootdivision 23                               |
| Asakaze Matsukaze Harukaze Hatakaze                | Fumizuki Minazuki Nagatsuki Satsuki                | I-123 I-124                                     | I-121 I-122                                     |

| Stützpunktgruppe 1 Konteradmiral Kubo Kyuji | Stützpunktgruppe 1 Konteradmiral Kubo Kyuji                                                                                          | Stützpunktgruppe 2 Konteradmiral Hirose Sueto                                                                | Stützpunktgruppe 2 Konteradmiral Hirose Sueto | Spezialstützpunktgruppe 32 |
| Shirataka, Aotaka Ikushima Maru, Hakusan Maru Kimijima Maru, Myoku Maru Yamabiko Maru, Senko Maru Koan Maru, Chozan Maru Goryu Maru, Hayatomo Kosei Maru | Minensuchbootdivision 21 Kanonenbootdivision 1 U-Jagdbootdivision 1 U-Jagdbootdivision 2 U-Jagdbootdivision 51 U-Jagdbootdivision 52 | Wakatake Imizu Maru Seian Maru Sumanoura Maru Shinko Maru Komagawa Maru Hakazake Maru Kenryu Maru Kyodo Maru | Torpedobootdivision 21 Minensuchbootdivision 11 Minensuchbootdivision 30 Kanonenbootdivision 2 Kanonenbootdivision 3 U-Jagdbootdivision 21 U-Jagdbootdivision 31 U-Jagdbootdivision 53 U-Jagdbootdivision 54 | Tsubame Kamome Nichiyu Maru Tatsuhuru Maru 1. und 2. Kure-Speziallandungseinheit 1. und 2. Sasebo Speziallandungseinheit Patrouillenbootdivision 1 |

Nach dem Angriff auf Pearl Harbor wurden ihre Aufgaben auf die Invasionen von Java, Borneo und die anderen Inseln Niederländisch-Indiens ausgeweitet. Die 3. Flotte wurde am 10. März 1942 in 2. Südliche Expeditionsflotte umbenannt und kam unter das Oberkommando der Südwestflotte.

### Umgruppierung am 14. Juli 1942
Kurz nach der Schlacht um Midway, die für die Japaner äußerst verlustreich verlaufen war, wurde die 3. Flotte am 14. Juli 1942 als Flugzeugträger-Einsatzgruppe um die Träger Shōkaku und Zuikaku, die bei Midway nicht dabei waren, neu formiert. Die 3. Flotte hatte Einsätze bei der Schlacht bei den Santa-Cruz-Inseln, wo ihr die Versenkung des amerikanischen Flugzeugträgers Hornet gelang.
|                                                                                | 1. Trägerdivision       | 2. Trägerdivision | 11. Geschwader  | 7. Geschwader          | 8. Flotte     |
| ------------------------------------------------------------------------------ | ----------------------- | ----------------- | --------------- | ---------------------- | ------------- |
| Flugzeugträger                                                                 | Shōkaku, Zuikaku, Zuihō | Jun’yō, Ryūjō     |                 |                        |               |
| Schlachtschiff                                                                 |                         |                   | Hiei, Kirishima |                        |               |
| Schwerer Kreuzer                                                               |                         |                   |                 | Kumano, Mogami, Suzuya | Chikuma, Tone |
| Dazu das 10. Geschwader: Nagara, 16 Zerstörer und eine landbasierte Luftflotte |                         |                   |                 |                        |               |

Nach einer kleineren Umgruppierung im Januar 1943 nach der Schlacht bei den Santa-Cruz-Inseln folgte die nächste und letzte Neuaufstellung der 3. Flotte Anfang März 1944. Dies war im Wesentlichen die Zusammenführung mit der 2. Flotte. Bei der dann folgenden Schlacht in der Philippinensee Mitte Juni 1944 verlor die 3. Flotte drei Flugzeugträger, darunter der gerade neu in Dienst gestellte Träger Taihō und mehr als 350 Trägerflugzeuge.
Im Oktober 1944 wurde die 3. Flotte im sogenannten Drei-Streitkräfte-Plan der Operation Shō-gō zur Nordflotte ernannt, um die alliierte Invasion auf den von Japan gehaltenen Philippinen zu verhindern. Mitte Oktober wurden während der Kämpfe in der Schlacht vor Kap Engaño die vier Flugzeugträger Zuikaku, Zuihō, Chiyoda und Chitose versenkt.

### Aufstellung am 15. November 1944
Die 3. Trägerdivision wurde noch in den offiziellen Dokumenten geführt, obwohl die Schiffe bereits im Einsatz verloren gegangen waren.
|                                                       | 1. Trägerdivision | 3. Trägerdivision                |
| ----------------------------------------------------- | ----------------- | -------------------------------- |
| Flugzeugträger                                        | Unryū             | Zuikaku, Zuihō, Chitose, Chiyoda |
| Schwerer Kreuzer                                      | Mogami            |                                  |
| Dazu vier Zerstörergruppen mit insgesamt 9 Zerstörern |                   |                                  |

Die 3. Flotte hörte damit praktisch auf zu existieren und wurde am 15. Dezember 1944 dann offiziell aufgelöst.

## Kommandanten der 3. Flotte
- Vizeadmiral Kataoka Shichirō ab 28. Dezember 1903 bis 20. Dezember 1905
- Admiral Kakuichi Murakami ab 13. Dezember 1915
- Admiral Ryokitsu Arima ab 6. April 1917
- Admiral Teijiro Kuroi ab 1. Dezember 1918
- Admiral Kaneo Nomaguchi ab 1. Dezember 1919
- Admiral Kozaburo Oguri ab 1. Dezember 1920
- Admiral Baron Kantarō Suzuki ab 1. Dezember 1921
- Vizeadmiral Naoe Nakano ab 27. Juli 1922 bis 1. Dezember 1922
- Vizeadmiral Nomura Kichisaburō ab 2. Februar 1932
- Vizeadmiral Sakonji Seizō ab 28. Juni 1932
- Vizeadmiral Yonai Mitsumasa ab 1. Dezember 1932
- Vizeadmiral Imamura Nobujirō ab 15. September 1933
- Vizeadmiral Hyakutake Gengo ab 15. November 1934
- Vizeadmiral Oikawa Koshirō ab 1. Dezember 1935
- Admiral Hasegawa Kiyoshi ab 1. Dezember 1936
- Vizeadmiral Oikawa Koshirō ab 25. April 1938 bis 15. November 1939
- Admiral Ibō Takahashi ab 10. April 1941 bis 10. März 1942
- Admiral Nagumo Chūichi ab 14. Juli 1942
- Vizeadmiral Ozawa Jisaburō ab 11. November 1942 bis 15. November 1944